# Pedro Luis Manso Zuñiga
Pedro Luis Manso Zuñiga (falecido a 16 de dezembro de 1669) foi um prelado católico romano que serviu como bispo auxiliar de Burgos (1648–1669).

## Biografia
No dia 6 de julho de 1648, Pedro Luis Manso Zuñiga foi escolhido pelo Rei da Espanha e confirmado pelo Papa Inocêncio X como Bispo Auxiliar de Burgos e Bispo Titular de Auzia. A 22 de novembro de 1648, foi consagrado bispo por Francisco de Manso Zuñiga y Sola, bispo de Burgos. Serviu como Bispo Auxiliar de Burgos até à sua morte no dia 16 de dezembro de 1669. Enquanto bispo, foi o principal co-consagrador de Pedro Carrillo Acuña y Bureba, bispo de Salamanca, e Juan Bravo Lasprilla, bispo de Lugo.